# Bitchin’
'Bitchin’ – nazwa siódmego albumu amerykańskiego zespołu The Donnas.

## Lista utworów
1. "Bitchin’ (Intro)"
2. "Don't Wait Up for Me"
3. "Wasted"
4. "What Do I Have to Do"
5. "Save Me"
6. "Like an Animal"
7. "Here for the Party"
8. "Better Off Dancing"
9. "Love You Till It Hurts"
10. "Smoke You Out"
11. "Girl Talk"
12. "Give Me What I Want"
13. "Tonight’s Alright"
14. "When the Show Is Over"

## Single
1. "Don't Wait Up For Me"